# تايرا نو توموموري
تايرا نو توموموري (باليابانية: 平 知盛، بالروماجي: Taira no Tomomori)، (وفاة 1185)، محارب ساموراي ياباني وأحد القادة الرئيسيين لقوات تايرا في حرب غينبيه ضد قبيلة ميناموتو التي حدثت في أواخر عصر هييآن، وهو الابن الرابع لتايرا نو كيوموري.

## حرب غينبيه
قاد معركة أوجي الأولى عام 1180 وإنتصر فيها على قوات ميناموتو، كما أحبط كمين ميناموتو في معركة نهر سونوماتا ثم قاد قوات تايرا لمطاردة من هرب منهم حتى إلتقوا وإنتصر مجدداً في معركة نهر ياهاغي عام 1181 وأجبر قوات ميناموتو على الإنسحاب مجدداً لكنه توقف عن المطاردة بعد إصابته بالمرض.
إنتصر مرة أخرى على قوات ميناموتو في معركة ميزوشيما البحرية عام 1183، بعد أن أمر قوات تايرا بربط سفنهم مع بعضها ووضع ألواح بينها لصنع منصة كبيرة لإطلاق للسهام، ومن ثم ساحة للقتال والإشتباك المباشر.
وفي معركة دان نو أورا الأخيرة بعد تكبدت قوات تايرا خسائر كبيرة وإدراكها للهزيمة، إنتحر كما فعل الكثير من قادة تايرا، حيث قام بربط مرساة إلى جسمه وقفز في البحر.
يعتبر توموموري موضوع شائع في مسرحيات الكابوكي.